# عبد الله الشرفاني
عبد الله أغا آل شرفاني (ولد سنة 1297 هـ ـ 1879 م)، كان زعيما لعشيرة الشرفاني الكردية.

## نسبه
هو عبد الله بن إبراهيم بن عمر بن محمد بن أحمد بن عيسى أغا ال شرفاني.

## سيرته
ولد في قرية كمه في قضاء الشيخان بولاية الموصل العثمانية، (محافظة نينوى حاليا). عمر كثيراً حوالي (120) سنة.
كان في شبابه فارساً شجاعاً يتقن فنون الحرب الجبلية، فقد وقف ضد الإنجليز في معركة الشعيبة سنة 1915، وقد اَزر ثورة الشيخ محمود الحفيد.
وفي سنة 1927، اعتقله الفرنسيون وسجنوه في الحسكة، فآوفد الشيخ أحمد البارزاني أخاه مصطفى البارزاني للتوسط لدى السلطات الفرنسية من أجل اطلاق سراحه.
وحركة مايس بقيادة رشيد عالي الكيلاني سنة 1941، فنفي إلى مدينة العمارة.
انتخب في العهد الملكي نائباً في مجلس النواب العراقي أكثر من دورة.